# Hermies
Hermies település Franciaországban, Pas-de-Calais megyében. Lakosainak száma 1076 fő (2022. január 1.). Hermies Boursies, Ruyaulcourt, Doignies, Beaumetz-lès-Cambrai, Bertincourt és Havrincourt községekkel határos. A közelében található a Hermies Hill brit katonai temető, amelyben a környéken az első világháborúban elesett Antant-katonák nyugszanak.

## Népesség
A település népességének változása:
| Lakosok száma | 1167 | 1177 | 1202 | 1180 | 1204 | 1200 | 1159 | 1117 | 1076 |
|               | 2013 | 2015 | 2016 | 2017 | 2018 | 2019 | 2020 | 2021 | 2022 |